# 膀胱蕨
膀胱蕨（学名：Protowoodsia manchuriensis）为岩蕨科膀胱蕨属下的一个种。

## 扩展阅读
- 維基物種上的相關：膀胱蕨